# Disputa territorial entre Guatemala e Belize

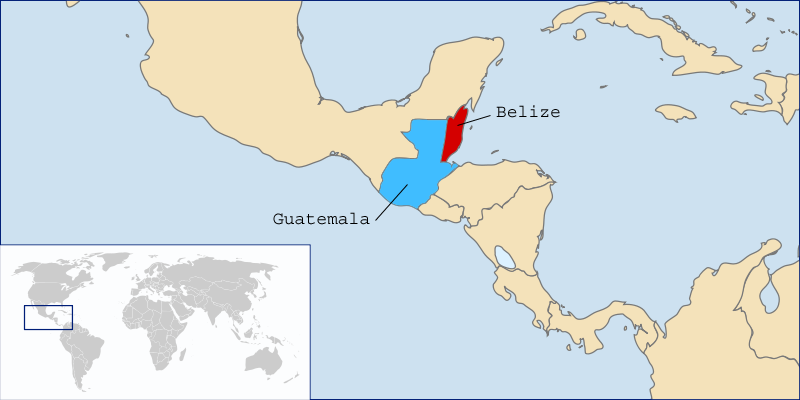
Localização de Guatemala e Belize

A disputa territorial entre a Guatemala e Belize é uma disputa entre os dois países devido à reivindicação da Guatemala sobre cerca de 11030 km2 do território de Belize, bem como centenas de ilhas e ilhotas. A disputa começou em 1859, após a assinatura do Acordo anglo-guatemalteco de 1859.
O território reivindicado pela Guatemala compreende desde o rio Sarstoon, no sul, até ao rio Sibun, no norte; que compreende, aproximadamente 11030 km2. As proporções são baseadas na alegação de que o território de Belize deveria incluir os territórios cedidos pela Grã-Bretanha para a Espanha no Tratado de Paris de 1783 de 1482 km2 e a segunda concessão em 1786 de 1883 km2; igualmente o território próprio de Belize de 4323,964 km2. Assim, o restante do território não reconhecido seria parte da Guatemala e, portanto, estaria sendo ocupado ilegalmente pela Grã-Bretanha.
Em 2008, um acordo entre os dois países prevê a organização de referendos para submeter a disputa ao Tribunal Internacional de Justiça. O referendo guatemalteco é realizado em 15 de abril de 2018, com a aprovação maciça da população do uso da CIJ. O referendo de Belize, originalmente agendado para 10 de abril de 2019 [5], adiado para 8 de maio de 2019, também é aprovado pelos eleitores, abrindo caminho para mediação pelo Tribunal Internacional de Justiça. Sob os termos do acordo de 2008, Belize tem um mês para transmitir o resultado do referendo à CIJ, o que acontece em 7 de junho. A partir desta data de Guatemala, a Guatemala dispõe a partir de um ano para apresentar suas reivindicações e argumentos, após os quais Belize se beneficiará do mesmo prazo para apresentar a sua própria, antes que o Tribunal dê seu veredito.

## Ver Também
- Fronteira Belize-Guatemala